# Nationella fronten mot statskuppen
Nationella fronten mot statskuppen, Frente Nacional Contra el Golpe de Estado (FNCGE), är en honduransk paraplyorganisation som samlar en rad folkrörelser och politiska partier i opposition till de kuppmakare, under ledning av Roberto Micheletti, som i juni 2009 störtade landets president Manuel Zelaya.
Zelayas anhängare organiserade sig i omedelbar anslutning till kuppen den 28 juni 2009, inledningsvis under namnet Frente de Resistencia Popular (Folkets motståndsfront). 
Den 31 juli 2009 arrangerade fronten en stor demonstration till förmån för Zelaya.
Två av FNCGE:s ledare, Juan Barahona och Rafael Alegría, häktades då men släpptes senare fria.

## Medlemsorganisationer
Bland FNCGE:s medlemmar återfinns flera fackföreningar och organisationer för lantbrukare, men även Unificación Democrática och andra vänsterpartier.